# Eharius
Eharius is een mijtengeslacht uit de familie van de Phytoseiidae. De wetenschappelijke naam van het geslacht werd voor het eerst geldig gepubliceerd in 1973 door Tuttle en Muma.

## Soorten
- Eharius chergui (Athias-Henriot, 1960)
  - = Eharius tuttlei Kolodochka, 1995
- Eharius hermonensis Amitai & Swirski, 1980
- Eharius hymetticus (Papadoulis & Emmanouel, 1991)
- Eharius kostini (Kolodochka, 1979)
- Eharius kuznetzovi (Kolodochka, 1979)
- Eharius marzhaniani (Arutunjan, 1969)
- Eharius denizliensis Döker & Kazak, 2017